# Szilveszter Harangozó
Szilveszter Harangozó (* 25. Januar 1929 in Kunszentmárton; † 29. März 2011 im VIII. Budapester Bezirk „Józsefváros“, Budapest) war ein Offizier in der Volksrepublik Ungarn und zuletzt als Generalleutnant (Altábornagy) von 1985 bis 1989 stellvertretender Innenminister und Leiter der für den Staatssicherheitsdienst und die politische Geheimpolizei der Ungarischen Volksrepublik zuständigen Hauptgruppe BM III Staatssicherheit (Állambiztonsági) des Innenministeriums (Belügyminisztérium).

## Leben

### Berufliche Tätigkeiten, Mitarbeiter der Staatsschutzbehörde ÁVH und Wechsel ins Innenministerium
Szilveszter Harangozó, Sohn von Rozália Szazkó, arbeitete nach dem Schulbesuch von April bis Juni 1944 kurzzeitig als Bremser auf dem Flughafen Mátyásföld und danach zwischen Juni und August 1944 als Bauer in seinem Geburtsort Kunszentmárton. Danach war er zwischen August und Oktober 1944 Lagerarbeiter in der Cikta-Schuhfabrik in Martfű sowie im Anschluss von Oktober 1944 bis Januar 1945 erneut in seinem Geburtsort Mitarbeiter im dortigen Klubhaus der sowjetischen Offiziere der Roten Armee. Er besuchte zwischen September 1945 und Juni 1949 das Handelsgymnasium in Szolnok und war nach dem kaufmännischen Abitur 1949 stellvertretender Leiter der Reisschälfabrik in Kunszentmárton.
Am 8. November 1949 wurde Harangozó als Polizeibeamter auf Probe eingestellt und der Staatsschutzbehörde ÁVH (Államvédelmi Hatóság) zugeordnet. Während seiner Tätigkeiten ÁVH-Mitarbeiter in Szolnok und Békéscsaba besuchte er 1950 für sechs Monate die Parteischule der Partei der Ungarischen Werktätigen MDP (Magyar Dolgozók Pártja) sowie von Juni bis August 1951 einen zweimonatigen Lehrgang der „Feliks Dzierżyński“-Abteilung für Staatsverteidigung. Während dieser Zeit wurde er als Mitarbeiter der Inspektionsabteilung der Államvédelmi Hatóság am 9. Juli 1951 zum Leutnant (Hadnagy) sowie am 29. August 1952 zum Oberleutnant (Főhadnagy) befördert. Er war zwischen dem 9. April 1952 und dem 5. August 1953 kommissarischer Leiter des Sekretariats der ÁVO und wechselte am 31. Juli 1953 ins Sekretariat des Innenministeriums BM (Belügyminisztérium). Nachdem er 1954 ein einjähriges Universitätsstudium im Hauptfach Geschichte absolviert hatte, war er zwischen dem 1. November 1954 und 15. November 1956 Mitarbeiter der Abteilung IV im Innenministerium und dort zuletzt Leiter einer Unterabteilung. Dort wurde er am 17. Oktober 1955 zum Hauptmann (Százados) befördert. Während des Volksaufstandes (23. Oktober bis 4. November 1956) nahm er an der Verteidigung des Radios teil und wurde dann zwischen dem 31. Oktober und dem 2. November von den Revolutionären in der Kaserne an der Maros-Straße gefangen gehalten. Nachdem im Zuge der Niederschlagung des Volksaufstandes die Auflösung der bislang eigenständigen Staatsschutzbehörde ÁVO erfolgte und deren Aufgaben als Politische Polizei von der neuen Abteilung II Politische Ermittlungen (Politikai Nyomozó) vom Innenministerium übernommen wurden, wechselte er in die Abteilung II/5 Verhinderung innerer Reaktionen (Belsőreakció-elhárítás) und war dort zuletzt vom 19. November 1959 bis zum 14. August 1962 stellvertretender Abteilungsleiter. In dieser Zeit wurde er am 4. April 1960 zum Major (Őrnagy) befördert und absolvierte zudem 1961 die Marxismus-Leninismus-Abenduniversität.

### Aufstieg zum Generalleutnant und stellvertretender Innenminister
Im August 1962 kam es zu einer neuerlichen Reorganisation der Staatsschutzaufgaben. Dabei wurde im Innenministerium die Abteilung II Politische Ermittlungen durch die Hauptgruppe BM III Staatssicherheit (Állambiztonsági) als die neue Organisation der politischen Polizei ersetzt. Innerhalb dieser Hauptgruppe wurden fünf Gruppen geschaffen, wobei József Galambos als erster Leiter der Hauptgruppe III Chef der Staatssicherheit blieb. Diese Organisation umfasste alle ungarischen Geheimdienste mit Ausnahme des militärischen Nachrichtendienstes (MNVK 2. Csoportfőnökség), der als Gruppe 2 dem Generalstab der Ungarischen Volksarmee MNVK (Magyar Néphadsereg Vezérkar) unterstellt war.
Szilveszter Harangozó selbst übernahm in den folgenden Jahren Tätigkeiten in unterschiedlichen Abteilungen der Gruppe BM III/III Vorbeugung innerer Reaktionen (Belsőreakció-elhárítás). In dieser Zeit besuchte er zwischen dem 2. September 1963 und dem 1. Juli 1964 die Parteihochschule der Ungarischen Sozialistischen Arbeiterpartei MSZMP (Magyar Szocialista Munkáspárt) und war vom 24. August 1964 bis zum 30. Juni 1966 Leiter der Abteilung BM III/III.4 Beseitigung von feindlichen Personen in kulturellen Bereichen (a kulturális területeken tevékenykedő ellenséges személyek elhárítása). In dieser Verwendung erfolgte am 1. April 1965 seine Beförderung zum Oberstleutnant (Alezredes). In der Folgezeit war er vom 1. Juli 1966 und dem 30. Juni 1971 stellvertretender Leiter der Gruppe BM III/III, wurde am 11. April 1968 zum Oberst (Ezredes) befördert und war zuletzt zwischen dem 12. Januar 1970 und dem 30. Juni 1971 mit der Leitung der Gruppe BM III/III beauftragt. Er war danach vom 1. Juli 1971 bis 31. Dezember 1984 Leiter der Gruppe BM III/III sowie zugleich zwischen dem 1. Juli 1971 und dem 30. Juni 1977 stellvertretender Leiter der Hauptgruppe BM III. In dieser Funktion erfolgte am 1. November 1972 seine Beförderung zum Generalmajor (Vezérőrnagy) sowie 1977 der Besuch eines dreimonatigen Führungstrainingskurses an der Parteihochschule der MSZMP. Er war zudem zwischen dem 1. Juli 1977 und dem 31. Dezember 1984 Erster Stellvertretender Leiter der Hauptgruppe BM III. In seiner Funktion als Gruppenleiter gab er persönlich Befehle zu Abhöraktionen gegenüber vermeintlich regimekritischer Personen und galt als der „harte Mann“ der Staatssicherheit.
Am 1. Januar 1985 wurde Harangozó als Nachfolger von Generalleutnant Jenő Földesi schließlich selbst Leiter der für den Staatssicherheitsdienst und die politische Geheimpolizei der Ungarischen Volksrepublik zuständige Hauptgruppe BM III Staatssicherheit (Állambiztonsági) des Innenministeriums und behielt diese Funktion bis zum 30. April 1989, wenige Monate vor dem Niedergang des Kádár-Systems und des Zusammenbruchs des Kommunismus. Zugleich wurde er am 1. Mai 1985 auch Stellvertretender Innenminister und bekleidete auch dieses Amt bis zum 30. April 1989. Zuletzt wurde er am 1. Oktober 1985 zum Generalleutnant (Altábornagy) befördert.

## Weblink
- Harangozó Szilveszter. In: Historisches Archiv der Staatssicherheitsdienste (Állambiztonsági Szolgálatok Történeti Levéltára). Abgerufen am 2. März 2023 (ungarisch).

## Hintergrundliteratur
- Directory of Hungarian Officials, 1985 (Onlineversion)
- Past for the Eyes. East European Representations of Communism in Cinema and Museums After 1989, 2008, ISBN 978-615-5211-43-0
- Andreas Oplatka: Der erste Riss in der Mauer. September 1989 – Ungarn öffnet die Grenze, 2009, ISBN 978-3-552-05459-2
- Macht ohne Grenzen. Herrschaft und Terror im Stalinismus, 2014, ISBN 978-3-593-50164-2, S. 187 (Onlineversion (Auszug))
- Religion and Politics in Post-Socialist Central and Southeastern Europe. Challenges Since 1989, 2014, ISBN 978-1-137-33072-7 (Onlineversion (Auszug))